# Paranerita sithnides
Paranerita sithnides är en fjärilsart som beskrevs av Druce 1896. Paranerita sithnides ingår i släktet Paranerita och familjen björnspinnare. Inga underarter finns listade i Catalogue of Life.